# Vancouver de Lanlore
Vancouver de Lanlore (né le 1er juin 2009) est un étalon Selle français, monté en saut d'obstacles par Pius Schwizer. Il participe aux Jeux olympiques de Tokyo en 2021, mais y fait plusieurs refus, en qualifications du concours individuel, et en finale de la compétition par équipes sous la selle de Pénélope Leprevost.

## Histoire
Il naît le 1er juin 2009, à l'élevage de Lanlore géré par Mme Anne Dafflon, à Lafitole.
Il est confié à la cavalière internationale Pénélope Leprévost. En 2019, ses propriétaires Danielle et François Vorpe vendent une partie de ce cheval à Giuseppe Marino, ce qui permet de le garder sous la selle de Leprévost en prévision des Jeux olympiques de Tokyo,.
Des quatre cavaliers français sélectionnés pour ces JO, Leprévost est la seule à avoir participé aux JO de 2016, alors avec un autre cheval que Vancouver. Le couple participe aux Jeux olympiques de Tokyo en août 2021, alors que Vancouver est âgé de 12 ans, mais un refus sur un vertical (obstacle numéro 9) le prive d'accès à la finale individuelle. Pénélope Leprévost et d'autres cavaliers témoignent que leurs chevaux ont été effrayés par cet obstacle, représentant un lutteur sumo très réaliste, grandeur nature.
Lors de l'épreuve par équipes, Pénélope Leprévost s'élance en dernière cavalière, alors que ses coéquipiers Simon Delestre et Mathieu Billot ont tous deux réalisé un sans-faute avec une seule pénalité de temps chacun, ce qui place la France en tête. Quand le couple s'élance, Vancouver fait deux refus, ce qui les élimine et repousse leur équipe à la huitième place.

## Description
Vancouver de Lanlore est un étalon de robe bai foncé, inscrit au stud-book du Selle français. Il mesure 1,69 m.

## Palmarès
Il atteint un indice de saut d'obstacles (ISO) de 173 en 2019.

## Origines
C'est un fils de l'étalon Toulon. Sa mère Hispania de Bacon est une fille du Tot de Semilly.